# Melissa Mueller
Melissa Mueller (Melissa M. „Mel“ Mueller; * 16. November 1972 in Waukesha) ist eine ehemalige US-amerikanische Stabhochspringerin.
1999 wurde sie Fünfte bei den Leichtathletik-Hallenweltmeisterschaften in Maebashi. Bei den Olympischen Spielen 2000 in Sydney schied sie in der Qualifikation aus.
2003 siegte sie bei den Panamerikanischen Spielen in Santo Domingo.

## Persönliche Bestleistungen
- Stabhochsprung: 4,60 m, 9. Juli 2003, Atascadero
  - Halle: 4,60 m, 9. Februar 2002, Flagstaff